# Кубурович, Нела
Нела Кубурович (серб. Нела Кубуровић; род. 7 апреля 1982, Сараево) — сербский политический и государственный деятель. В прошлом — министр юстиции Сербии (2016—2020).

## Биография
Нела Кубурович родилась 7 апреля 1982 года в Сараеве в Социалистической Федеративной Республике Югославия (СФРЮ).
В 2005 году окончила юридический факультет Белградского университета. Получала стипендию Фонда молодых талантов Правительства Сербии. С февраля 2006 по декабрь 2008 года работала в одном из муниципальных судов в Белграде на должности помощника судьи. С декабря 2008 по август 2009 года работала в Министерстве юстиции в качестве советника. Затем трудилась в Секторе нормативной деятельности, а в мае 2013 года получила должность в Высшем судебном совете. Повышала квалификацию в Испании, Франции и Боснии и Герцеговине. 
С июля 2014 по август 2016 года была помощником министра юстиции. 
11 августа 2016 года стала министром юстиции во втором кабинете Александра Вучича.
Владеет английским и испанским языками.